# Les Nuits de la peste
Les Nuits de la peste (Veba Geceleri en turc) est le onzième roman de l'écrivain turc Orhan Pamuk, paru en 2021, traduit en français par Julien Lapeyre de Cabanes et publié en France en 2022 par Gallimard.

## Résumé
Le roman est une fiction historique vraisemblable se déroulant en 1901 dans une île de l’Empire ottoman, Mingher.
La troisième pandémie de peste, originaire de Chine (1894), passée par l'Inde et les ports de la mer Rouge, arrive sur l'île presque en même temps que fait escale un bateau parti de Constantinople à destination de la Chine, avec à son bord, d’éminents représentants de l’administration sanitaire de l’Empire ottoman, le chimiste Bonkowski Pacha et le docteur Nuri Pacha, accompagné de son épouse, la princesse Pakisê, fille du sultan Mourad V.
La narratrice (fictive) est Mîna Mingherli, descendante de cette grande dame, qui rédige ce texte romanesque comme accompagnement de son édition de la correspondance de la princesse.

### Localisation
L'action se déroule dans une île imaginaire : Minguer. Cette île pourrait ressembler à celles du vilayet de l'Archipel ou du Dodécanèse. Ce n'est ni la Crète, ni Chypre, ni Rhodes qui sont mentionnées dans le roman. Ce pourrait être l’île de Kárpathos ou même de Kastellórizo (qu'évoque l'auteur dans un entretien à son éditeur français), ou plus loin la principauté de Samos (1834-1913), bref toutes ces îles de la Mer Égée, que la partition de l'Empire ottoman (1918-1922), la guerre d'indépendance turque (1919-1922) puis la Grande Catastrophe (massacre ou l’expulsion des populations chrétiennes d’Asie Mineure) vont perturber gravement.

### Population
Dans le roman, la population de l'île se compose d'une partie grecque chrétienne orthodoxe, et d'une partie musulmane, dont des réfugiés de Crète, avec une grande variété de confréries et de couvents. Il y a aussi une population originelle (ou du moins très ancienne), dont subsiste essentiellement une langue, le minghérien.

### Personnages
- Sami Pacha, gouverneur
- Bonkowski Pacha, chimiste, savant, médecin préféré du sultan, envoyé comme spécialiste en pandémie en Chine
  - son assistant le docteur Elias
- Nuri Pacha, médecin, spécialiste
  - son épouse, la princesse sultane Pakizë, fille de Mourad V, longtemps prisonnière en famille au palais
- le major Kâmil, natif de Mingher, garde du corps du couple
  - son amoureuse puis femme Zeynep
- Abdülhamid II (1842-1918, sultan de 1876 à 1909) demeure le maître d'œuvre lointain, névrotique et paranoïaque, très intéressé par les intrigues et les empoisonnements qui ne laissent pas de trace, grand lecteur de Conan Doyle et des enquêtes de Sherlock Holmes (dont il serait l'introducteur en Turquie), et grand utilisateur des messages télégraphiques codés.
- Manolis, le journaliste rétif
- Cheikh Hamdullah, le grand religieux
- les divers consuls des diverses grandes puissances européennes
- etc.

## Réception critique francophone
« Pamuk s’est donné la gageure de rendre compte du moment historique, dans un récit parfaitement inventé. Il restitue l’épaisseur insondable du présent, de la réalité des êtres, grâce à une structure qui feint d’emprunter les us de l’histoire en leur accolant toute la complexité de la vie. C’est absolument vertigineux, et la structure, tout en retournements, incises, rétrospections, finit par rendre palpable la chair du moment vécu. » .
« Confinement obligatoire, épidémie, quarantaine, «bureaucratie sanitaire» : certains motifs du nouveau roman d’Orhan Pamuk, écrit entre 2016 et 2021, font entendre des échos singuliers avec les temps que nous connaissons. » .
« Un récit sur la vanité du pouvoir et la survie hasardeuse de l’humanité » .
« Les Nuits de la peste mêle trois romans en un. Il y a d’abord un polar en costume d’époque. […] Un deuxième roman, plus politique, […] raconte le basculement d’un monde. […] Enfin, un troisième livre dans le livre traite de la peste. […] Son portrait du commandant Kâmil, qui prend le pouvoir à Mingher et proclame l’indépendance, « vivant la grande révolution qu’il apportait à son pays comme un bonheur très personnel », rappelle un peu trop celui de Mustafa Kemal Atatürk (1881-1938), le fondateur de la République turque. Ce qui lui a valu une plainte en justice de la part de nationalistes kémalistes, qui n’a pas abouti. » . 
« L’indiscipline, la négligence, la volonté de fuir, le fatalisme, le désespoir et les rituels entravent les précautions sanitaires. […] En dépit de la gravité de la situation, les trois protagonistes de l’ouvrage sont amoureux. Trois couples, en effet, vivent un amour parfait que la pandémie n’émousse pas. » ,